# Erina Waterreus
Erina Waterreus (ur. 20 kwietnia 1977) – australijska zapaśniczka walcząca w stylu wolnym. Zajęła dziewiętnaste miejsce na mistrzostwach świata w 2002. Złota medalistka mistrzostw Oceanii w 2002 roku.